# Strandasýsla
Strandasýsla è una contea islandese, situata nella regione di Vestfirðir. Questa contea ha una superficie di 3.504 km² e, nel 2007, aveva una popolazione di 747 abitanti.

## Municipalità
La contea è situata nella circoscrizione del Norðvesturkjördæmi e comprende i seguenti comuni:
- Bæjarhreppur
- Strandabyggð
- Kaldrananeshreppur
- Árneshreppur